# Scherzi a parte
Scherzi a parte è un programma televisivo italiano di genere varietà e candid camera andato in onda in prima serata dal 9 febbraio 1992 al 16 ottobre 2022, prima su Italia 1 e poi su Canale 5. Nel 2012 il titolo era diventato Scherzi a parte Varietà mentre nel 2015 era stato cambiato in Le Iene presentano: Scherzi a parte (l'edizione era stata realizzata in collaborazione con Le Iene). Dal 2018 torna a chiamarsi Scherzi a parte.

## Il programma
Nato da un'idea di Fatma Ruffini e Salvatore De Pasquale, in arte Depsa, il programma va in onda dal 1992 e, sin dalla prima edizione, è stato molto popolare, al punto da far entrare nel linguaggio comune l'espressione Sei su Scherzi a parte!, nel momento in cui una "vittima" si trova in una situazione assurda e paradossale durante la quale non sta effettivamente accadendo nulla di serio e preoccupante. Nello schema del programma, gli autori si mettono d'accordo con alcuni complici per organizzare uno scherzo alla "vittima" prescelta. Il programma è per certi versi un erede diretto del famoso show statunitense Candid Camera nel quale, per attirare un pubblico maggiore, le vittime degli scherzi sono personaggi presi dal mondo dello spettacolo, del cinema, della musica, del giornalismo e della politica, tutti più o meno famosi.
La prima edizione del programma è andata in onda a partire dal 9 febbraio 1992 su Italia 1 con la conduzione di Teo Teocoli e Gene Gnocchi. Dal 1993, per via del successo ottenuto, il programma viene promosso su Canale 5 con la confermata conduzione di Teocoli e Gnocchi. Nel 1997 ritorna su Italia 1 e nell'edizione successiva, due anni dopo, nel 1999, ritorna su Canale 5, dove rimane fino all'undicesima edizione. Il 2 aprile 2012, dopo una pausa di ben tre anni e mezzo, viene trasmessa la dodicesima edizione, totalmente rinnovata, condotta da Luca e Paolo.
Dopo altri tre anni di pausa, nel 2015 il programma ritorna in onda con due sole puntate in un'edizione rivoluzionata dal titolo Le Iene presentano: Scherzi a parte. Gli scherzi, realizzati dalla redazione de Le Iene, vengono mostrati interamente durante la loro preparazione e realizzazione prima della messa in atto. Il programma cambia completamente rispetto alle passate edizioni: non presenta scherzi in studio o ballerini, ma solamente il pubblico seduto attorno a Paolo Bonolis che introduce i video degli scherzi con dei brevi monologhi comici e, successivamente, ospita le vittime degli scherzi in studio intervistandole seduti entrambi su una panchina. Dopo altri 3 anni di pausa, il programma torna in onda nel 2018, dal 9 al 30 novembre per 4 puntate, nuovamente con la conduzione di Paolo Bonolis. Puntualmente dopo tre anni di assenza, il programma è tornato nel 2021 ogni domenica dal 12 settembre al 17 ottobre per 6 puntate (al posto della trasmissione Live - Non è la D'Urso chiusa per bassi ascolti), stavolta con la conduzione di Enrico Papi (che torna così a Mediaset dopo alcuni anni passati a Sky Italia) sostituendo Paolo Bonolis e riportando la trasmissione a degli ottimi ascolti.
Nel 2022, dopo le repliche della quindicesima stagione andate in onda su Canale 5 dal 9 giugno al 14 luglio, il programma è tornato in onda sulla stessa rete con la sedicesima edizione dal 18 settembre al 16 ottobre con la conduzione di Enrico Papi per cinque puntate seguite da una puntata speciale. Per la prima volta dal 1995, inoltre, questa nuova edizione viene realizzata ad un anno di distanza dalla precedente.

## Edizioni
| Edizione | Rete televisiva | Titolo del programma               | Periodo           | Periodo          | Puntate | Conduzione       | Conduzione        | Conduzione         | Conduzione         | Conduzione         | Regia           |
| Edizione | Rete televisiva | Titolo del programma               | Inizio            | Fine             | Puntate | Conduzione       | Conduzione        | Conduzione         | Conduzione         | Conduzione         | Regia           |
| -------- | --------------- | ---------------------------------- | ----------------- | ---------------- | ------- | ---------------- | ----------------- | ------------------ | ------------------ | ------------------ | --------------- |
| 1ª       | Italia 1        | Scherzi a parte                    | 9 febbraio 1992   | 3 maggio 1992    | 11      | Teo Teocoli      | Gene Gnocchi      | Angela Melillo     | Gabriella Labate   | Marco Balestri     | Anna Forghieri  |
| 2ª       | Canale 5        | Scherzi a parte                    | 22 gennaio 1993   | 16 aprile 1993   | 13      | Teo Teocoli      | Gene Gnocchi      | Pamela Prati       | Pamela Prati       | Pamela Prati       | Silvia Arzuffi  |
| 3ª       | Canale 5        | Scherzi a parte                    | 4 marzo 1994      | 6 maggio 1994    | 10      | Teo Teocoli      | Massimo Boldi     | Pamela Prati       | Pamela Prati       | Pamela Prati       | Silvia Arzuffi  |
| 4ª       | Canale 5        | Scherzi a parte                    | 13 ottobre 1995   | 22 dicembre 1995 | 11      | Teo Teocoli      | Massimo Lopez     | Massimo Lopez      | Simona Ventura     | Simona Ventura     | Silvia Arzuffi  |
| 5ª       | Italia 1        | Scherzi a parte                    | 3 ottobre 1997    | 19 dicembre 1997 | 12      | Massimo Lopez    | Lello Arena       | Lello Arena        | Elenoire Casalegno | Elenoire Casalegno | Silvia Arzuffi  |
| 6ª       | Canale 5        | Scherzi a parte                    | 24 settembre 1999 | 26 novembre 1999 | 10      | Marco Columbro   | Simona Ventura    | Denny Méndez       | Denny Méndez       | Gloria Bellicchi   | Mario Bianchi   |
| 7ª       | Canale 5        | Scherzi a parte                    | 15 marzo 2002     | 24 maggio 2002   | 11      | Teo Teocoli      | Michelle Hunziker | Michelle Hunziker  | Massimo Boldi      | Massimo Boldi      | Mario Bianchi   |
| 8ª       | Canale 5        | Scherzi a parte                    | 26 settembre 2003 | 19 dicembre 2003 | 13      | Teo Teocoli      | Manuela Arcuri    | Anna Maria Barbera | Anna Maria Barbera | Marco Milano       | Mario Bianchi   |
| 9ª       | Canale 5        | Scherzi a parte                    | 30 gennaio 2005   | 17 aprile 2005   | 11      | Alessia Marcuzzi | Diego Abatantuono | Diego Abatantuono  | Massimo Boldi      | Massimo Boldi      | Duccio Forzano  |
| 10ª      | Canale 5        | Scherzi a parte                    | 19 gennaio 2007   | 20 aprile 2007   | 13      | Claudio Amendola | Valeria Marini    | Cristina Chiabotto | Katia & Valeria    | Alfonso Signorini  | Duccio Forzano  |
| 11ª      | Canale 5        | Scherzi a parte                    | 29 gennaio 2009   | 19 marzo 2009    | 8       | Claudio Amendola | Bélen Rodríguez   | Bélen Rodríguez    | Teo Mammucari      | Teo Mammucari      | Roberto Cenci   |
| 12ª      | Canale 5        | Scherzi a parte Varietà            | 2 aprile 2012     | 21 maggio 2012   | 8       | Luca e Paolo     | Luca e Paolo      | Luca e Paolo       | Luca e Paolo       | Luca e Paolo       | Massimo Fusi    |
| 13ª      | Canale 5        | Le Iene presentano Scherzi a parte | 12 gennaio 2015   | 19 gennaio 2015  | 2       | Paolo Bonolis    | Paolo Bonolis     | Paolo Bonolis      | Paolo Bonolis      | Paolo Bonolis      | Marco Garofalo  |
| 14ª      | Canale 5        | Scherzi a parte                    | 9 novembre 2018   | 30 novembre 2018 | 4       | Paolo Bonolis    | Paolo Bonolis     | Paolo Bonolis      | Paolo Bonolis      | Paolo Bonolis      | Stefano Vicario |
| 15ª      | Canale 5        | Scherzi a parte                    | 12 settembre 2021 | 17 ottobre 2021  | 6       | Enrico Papi      | Enrico Papi       | Enrico Papi        | Enrico Papi        | Enrico Papi        | Roberto Cenci   |
| 16ª      | Canale 5        | Scherzi a parte                    | 18 settembre 2022 | 16 ottobre 2022  | 5       | Enrico Papi      | Enrico Papi       | Enrico Papi        | Enrico Papi        | Enrico Papi        | Roberto Cenci   |

## Puntate e ascolti

### Prima edizione (1992)
Su Italia 1 dal 9 febbraio al 3 maggio 1992, per undici puntate. Conduttori: Teo Teocoli e Gene Gnocchi con Gabriella Labate, Angela Melillo e Marco Balestri. Tra gli scherzi, indimenticabili quelli realizzati ai danni di Giorgio Faletti, Wendy Windham, Enrica Bonaccorti, Marta Flavi e Rita Pavone.

#### Il primo scherzo trasmesso
Il primo scherzo nella storia del programma avvenne nel 1992 e la vittima fu Giorgio Faletti: il comico prendeva un taxi per recarsi al lavoro, guidato a sua insaputa dallo stuntman Holer Togni. All'inizio veniva inserita una gag con una zingara che chiedeva l'elemosina e lanciava una specie di maledizione. Il set si spostava poi in una strada chiusa al traffico dove erano presenti una decina di comparse: qui il taxi iniziava a sbandare, rischiando di investire alcuni passanti, in realtà comparse, si schiantava contro un carretto, colpiva un ostacolo in mezzo alla strada e procedeva su due ruote, tra le urla disperate di Faletti, ed infine si schiantava a tutta velocità contro un finto muro di mattoni. Al termine dello scherzo, a veicolo fermo, il tassista chiedeva il prezzo della corsa, venticinquemila lire, ma Faletti rispose che invece delle lire gli avrebbe dato solo "venticinquemila calci nel c**o", dopodiché veniva rivelato lo scherzo.

#### Italia che canta
Nella prima e seconda edizione di Scherzi a parte, Marco Balestri è stato autore dello "scherzo fisso" Italia che canta, dove venivano ospitati dei cantanti, uno per ogni puntata, allo scopo di cantare un brano. Le vittime credevano di essere collegate in diretta con il Giappone o la Russia con non meno di 30 milioni di telespettatori, ma in realtà erano collegati solo con la regia di quello stesso studio.
Una volta iniziata la canzone capitavano alcuni "imprevisti", come ad esempio la base che accelera o rallenta, un amplificatore che scoppia, il palco che si alza o abbassa, risse in studio. Quando il cantante tornava a sedersi per una intervista con Balestri la poltrona iniziava a scaldarsi. Solo dopo aver chiuso il finto collegamento, Marco Balestri annuncia al cantante, o alla cantante, di essere su Scherzi a parte. Tra le "vittime": Pupo, Andrea Mingardi, Jo Squillo, Nilla Pizzi, Orietta Berti, Dario Baldan Bembo, Bruno Lauzi, Little Tony e i Dik Dik.
- 1ª puntata: Giorgio Faletti, Peppino di Capri, Wendy Windham, Enrico Ferri, Jo Squillo, Roberto Mancini e Gianluca Vialli.
- 2ª puntata: Enrica Bonaccorti, Andrea Mingardi, Emilio Fede, Maurizio Ferrini, Sergio Vastano, Carmen Russo.
- 3ª puntata: Rita Pavone, Patrizia Rossetti, Mino Reitano, Little Tony, Maurizio Mosca, Antonella Clerici.
- 4ª puntata: Maria Teresa Ruta, Marta Flavi, Fiorella Pierobon, Bruno Lauzi, Andrea Roncato, Gabriella Labate.
- 5ª puntata: Sandra Milo, Orietta Berti, Vittorio Sgarbi, Lorella Cuccarini, Giuliano Ferrara, Corinne Cléry.
- 6ª puntata: Gigi Marzullo, Gino Cogliandro, Gianfranco Funari, Debora Caprioglio, Dario Baldan Bembo, Maria Giovanna Elmi, Jerry Calà.
- 7ª puntata: Iva Zanicchi, Mal, Luca Barbareschi, Marco Columbro, Daniele Formica, Giannina Facio, Pupo.
- 8ª puntata: Cesare Cadeo, Remo Girone, Claudio Caniggia, Clarissa Burt, Dik Dik, Salvatore Schillaci.
- 9ª puntata: Roberto D'Agostino, Gianluca Pagliuca, Nilla Pizzi, Barbara Bouchet, Giobbe Covatta, Gianni Rivera e Sandro Mazzola.
- 10ª puntata: Mario Merola, Zucchero Fornaciari, Pamela Prati, Giucas Casella, Paolo Bonolis, Giuseppe Bergomi e Franco Baresi.
- 11ª puntata: Pino Caruso, Sandra Mondaini, Massimo Catalano, Claudio Amendola, Enrico Beruschi.

### Seconda edizione (1993)
La seconda edizione venne trasmessa su Canale 5 dal 22 gennaio al 16 aprile 1993, per tredici puntate. Conduttori: Teo Teocoli, Gene Gnocchi e Pamela Prati. Autori: Flavio Andreini, Riccardo di Stefano e Dario Viola. Dopo lo strepitoso successo della prima edizione, Scherzi a parte approda su Canale 5. Tra gli scherzi entrati nella storia di questa edizione quelli realizzati ai "danni" di Leo Gullotta, aggredito da una tigre, di Simona Marchini, incredula testimone di un improbabile colpo di fulmine, e di Enrico Mentana, chiamato in causa dal Tribunale di Milano. Vittime anche: Maurizio Costanzo, Fabrizio Frizzi, Moira Orfei, Sandra Mondaini, Cristina D'Avena, Gianfranco Fini.
- 1ª puntata: Gianni Bugno, Maurizio Costanzo, Leo Gullotta, Simona Marchini, Fabrizio Frizzi, Enrico Mentana, Gianfranco Rosi.
- 2ª puntata: Mariangela Melato, Ottavia Piccolo, Mario Marenco, Roberto Gervaso, Gabriella Carlucci, Gabriele Salvatores, Brigitte Nielsen.
- 3ª puntata: Moira Orfei, Alessandro Altobelli, Florinda Bolkan, Giuseppe Signori, Marta Marzotto, Giampiero Mughini, Edwige Fenech, Fabio Testi.
- 4ª puntata: Stefano Tacconi, Dalila Di Lazzaro, Paola Quattrini, Massimo Boldi, Andrea Lucchetta, Andy Luotto.
- 5ª puntata: Ombretta Colli, Giacomo Agostini, Moana Pozzi, Orso Maria Guerrini, Igor Shalimov, Silvana Giacobini, Simona Marchini, Zuzzurro e Gaspare.
- 6ª puntata: Rossana Casale e Grazia Di Michele, Carlo Pistarino, Ramona Dell'Abate, Marina Ripa di Meana, Luciano Rispoli.
- 7ª puntata: Francesco Moser, Marco Pannella, Ira von Fürstenberg, Enrico Albertosi, Enrico Ruggeri, Alessandro Nannini.
- 8ª puntata: Patrizio Oliva, Giorgio Chinaglia, Antonella Elia, Nancy Brilli, Oriella Dorella, Tiberio Timperi, Gina Lollobrigida.
- 9ª puntata: Leopoldo Mastelloni, Francesco Graziani, Anita Ekberg, Eleonora Brigliadori, Eleonora Giorgi, Vincenzo Scifo e Carlos Alberto Aguilera, Faye Dunaway.
- 10ª puntata: Sandra Mondaini, Agostina Belli, Cristina D'Avena, Rita dalla Chiesa, Massimo Dapporto, Claudio Chiappucci.
- 11ª puntata: Ornella Vanoni, Alberto Castagna, Darko Pančev, Umberto Smaila, Amanda Lear,Gianfranco Fini, Gianfranco D'Angelo.
- 12ª puntata: Remo Girone, Evaristo Beccalossi, Corrado Tedeschi, Diego Abatantuono, Anthony Delon, Marina Suma, Rino Tommasi.
- 13ª puntata: Claudia Mori, Fulvio Collovati, Vittorio Sgarbi, Lamberto Sposini, Barbara Alberti, Alessandro Gassman.

### Terza edizione (1994)
La terza edizione venne trasmessa su Canale 5 dal 4 marzo al 6 maggio 1994, per dieci puntate. I conduttori furono: Teo Teocoli, Massimo Boldi e Pamela Prati, autori: Flavio Andreini, Riccardo di Stefano e Dario Viola. Tra gli scherzi più riusciti quelli realizzato ai danni di Cristina Parodi, Paolo Bonolis, Gigi Sabani, Valeria Marini, Fulvio Collovati, Scialpi, Renato Pozzetto, Maria De Filippi, Antonella Elia e Cesara Buonamici. Indimenticabili gli scherzi realizzati da Marco Balestri ai danni di Nicoletta Orsomando, Paola Gassman e Ugo Pagliai, ospitati in una strana trasmissione televisiva.
- 1ª puntata: Alessandro Melli, Paola Gassman e Ugo Pagliai, Paola Barale, Renato Pozzetto, Nino Frassica, Cristina Parodi, Elio Fiorucci.
- 2ª puntata: Gigi Sabani, Sandro Paternostro, Valeria Marini, Marco Simone, Paolo Vallesi, Stefano Masciarelli, Katia Ricciarelli, Lina Wertmüller.
- 3ª puntata: Serena Grandi, Loris Capirossi, Aldo Busi, Adriano Panatta, Deborah Compagnoni, Caterina Caselli, Wanna Marchi.
- 4ª puntata: Francesco Damiani, Francesco Alberoni, Ornella Muti, Claudio Bisio, Nicola Farron, Fernando De Napoli, Claudio Brachino, Amii Stewart.
- 5ª puntata: Dino Meneghin, Lorenzo Flaherty, Giorgio Benvenuto, Michele Placido, Renato Nicolini, Cesara Buonamici, Todd McKee, Aldo Biscardi, Stefano Eranio.
- 6ª puntata: Piero Gros, Gino Bramieri, Francesco Baccini, Arnoldo Foà, José João Altafini, Simona Tagli, Ottaviano Del Turco, Luciano Soprani, Patrizio Kalambay.
- 7ª puntata: Alfredo Biondi, Alberto Castagna, Zvonimir Boban, Nicoletta Orsomando, Sergio Vastano, Maurizio Fondriest, Scialpi.
- 8ª puntata: Corinne Cléry, Felice Gimondi, Riccardo Patrese, Teo Teocoli-Massimo Boldi-Pamela Prati, Roberto Vecchioni, Rick Telles, Ricky Tognazzi e Simona Izzo, Maria De Filippi
- 9ª puntata: Franco Causio, Mino Damato, Enzo Iacchetti, Carlo Ripa di Meana, Roberto Boninsegna, Carla Urban, Paolo Bonolis, Lucrezia Lante della Rovere, Nadia Rinaldi.
- 10ª puntata: Vittorio Feltri, Paolo Brosio, Fiorella Pierobon, Rosanna Cancellieri, Antonella Elia, Donatella Rettore, Sandra Milo, Nicola Pietrangeli, Daniela Rosati, Wilma De Angelis.

### Quarta edizione (1995)
La quarta edizione venne trasmessa su Canale 5 dal 13 ottobre al 22 dicembre 1995, per undici puntate. Conduttori: Teo Teocoli, Massimo Lopez e Simona Ventura con la partecipazione del giovane Teo Mammucari. Autori: Marco Balestri, Flavio Andreini, Riccardo di Stefano e Dario Viola. Tra le "vittime": Iva Zanicchi, Marcella Bella, Maria Teresa Ruta, Jerry Calà, Gigi Sabani, Nino Manfredi, Alain Delon, Max Biaggi, Mario Cipollini, e Raoul Bova. Tra gli scherzi meglio riusciti quello ai "danni" di Emanuele Filiberto di Savoia, Adriano Galliani e Giorgia. Tra i "beffati" per la seconda volta Marco Columbro, Enrica Bonaccorti, Agostina Belli e Iva Zanicchi.
- 1ª puntata: Iva Zanicchi, Alain Delon, Fabrizio Ravanelli, Gianfranco Fini, Anna Falchi, Danilo Amerio.
- 2ª puntata: Marco Columbro, Carol Alt, Agostina Belli, Paolo Liguori, Maria Grazia Cucinotta, Gigi Sabani.
- 3ª puntata: Alba Parietti, Massimo Lopez, Adriano Galliani, Nilla Pizzi, Federica Panicucci, Alessandro Haber.
- 4ª puntata: Max Biaggi, Enrica Bonaccorti, Tullio Solenghi, Jerry Calà, Idris, Luana Colussi.
- 5ª puntata: Mario Cipollini, Emanuele Filiberto, Raoul Bova, Marta Flavi, Gigliola Cinquetti, Domiziana Giordano.
- 6ª puntata: Marcella Bella, Ambra Angiolini, Heather Parisi, Raoul Casadei, Marco Milano, Gabriella Carlucci.
- 7ª puntata: Irene Fargo, Carlo Mazzone, Antonio Di Pietro, Stefano Zecchi, Elisabetta Ferracini, Federico Fazzuoli.
- 8ª puntata: Fausto Leali, Monica Gasparini, Ruggiero Rizzitelli, Renzo Arbore, Florinda Bolkan, Tony Binarelli.
- 9ª puntata: Marisa Laurito, Gianfranco Zola, Giuliano Ferrara, Dino Baggio, Santi Licheri, Laura Freddi.
- 10ª puntata: Giorgia, George Weah, Clemente Mastella, Bruno Vespa, Ottavio Missoni, Teri Ann Linn.
- 11ª puntata: Roberto Carlos, Maria Teresa Ruta, Ivana Spagna, Nino Manfredi, Mariolina Cannuli, Ignazio La Russa.

### Quinta edizione (1997)
La quinta edizione venne mandata in onda su Italia 1 dal 3 ottobre al 19 dicembre 1997, per dodici puntate. Conduttori: Massimo Lopez, Lello Arena e Elenoire Casalegno. Molte delle "vittime" di questa edizione erano al secondo scherzo. Tra questi: Emilio Fede, Giobbe Covatta, Maurizio Mosca, Wendy Windham, Alessandro Gassman, Paola Barale, Cristina Parodi, e lo stesso conduttore Massimo Lopez.
- 1ª puntata: Giobbe Covatta, Paolo Limiti, Valeria Mazza, Carlo Verdone, Pierluigi Casiraghi, Andrea Pamparana, Sabrina Ferilli.
- 2ª puntata: Raz Degan, Martina Colombari, Mickey Rourke, Ferruccio Amendola, Roberto Baggio, Elenoire Casalegno.
- 3ª puntata: Massimo Ciavarro, Simona Ventura, Boy George, Claudia Gerini, Alessandro Cecchi Paone, Giuseppe Taglialatela
- 4ª puntata: Maurizio Mosca, Amadeus, Claudio Lippi, Nino D'Angelo, Antonio Rossi, Alessia Marcuzzi.
- 5ª puntata: Davide Mengacci, I Cugini di Campagna, Giuliana De Sio, Bud Spencer, Marco Masini, Gianluca Pagliuca.
- 6ª puntata: Marina Graziani, Barbara D'Urso, J-Ax, Alberto Castagna, Martufello, Gaia De Laurentiis.
- 7ª puntata: Giancarlo Fisichella, Randi Ingerman, Linus, Paola Barale, Wendy Windham, Iván Zamorano.
- 8ª puntata: John McCook, Cristina Parodi, Cristina Quaranta, Natalia Estrada, André Cruz, Lorenza Mario.
- 9ª puntata: Sandro Vannucci, Gene Gnocchi, Emanuela Folliero, Ela Weber, Stefania Sandrelli, Francesco Rutelli.
- 10ª puntata: Alessandro Gassman, Massimo Di Cataldo, Roberto Maroni, Emilio Fede, Riccardo Fogli.
- 11ª puntata: Enrico Ruggeri, Roberto Formigoni, Leonardo Nascimento de Araújo, Francesco Paolantoni, Francesco Totti, Paola Perego.
- 12ª puntata: Aldo, Giovanni e Giacomo, Mara Venier, Ombretta Fumagalli Carulli, Massimo Lopez, Pamela Prati, Maria Amelia Monti.

### Sesta edizione (1999)
La sesta edizione venne trasmessa su Canale 5 dal 24 settembre al 26 novembre 1999, per dieci puntate. Conduttori: Simona Ventura e Marco Columbro. Vallette: Denny Mendez e Gloria Bellicchi. Tra gli scherzi più divertenti ricordiamo quello a Raoul Bova, a Emilio Fede, al Presidente della Regione Lombardia Roberto Formigoni, Gianluigi Buffon, Alessia Marcuzzi, Pupo, Laura Pausini, Enrico Mentana, Valeria Marini, Martina Colombari, Raimondo Vianello e Sandra Mondaini, quest'ultima vittima di un "controscherzo". A partire da questa edizione viene introdotto nel programma il "Boccalone d'oro", un premio per ogni puntata assegnato allo scherzo più votato dal pubblico in studio con il relativo podio e inoltre vengono fatti scherzi in studio agli ospiti con gavettoni, scossa sulle sedie e cose simili.
- 1ª puntata: Laura Pausini, Pippo Franco, Emilio Fede, Pupo, Eddie Irvine, Alessia Marcuzzi.
- 2ª puntata: Gianfranco Funari, Emilio Carelli, Jean-Claude Van Damme, Alessia Merz, Loretta Goggi.
- 3ª puntata: Sandra Mondaini e Raimondo Vianello, Natasha Stefanenko, Fabrizio Summonte, Maria De Filippi, Syusy Blady e Patrizio Roversi.
- 4ª puntata: Fabio Cannavaro, Rita Forte, Roberto Formigoni, Marco Liorni, Ellen Hidding.
- 5ª puntata: Iva Zanicchi, Barbara De Rossi, Didi Leoni, Guido Meda, Alessandra Mussolini, Michele Placido.
- 6ª puntata: Andrea Roncato, Roberto Vecchioni, Antonella Clerici, Gianluigi Buffon, Aldo Biscardi, Alessia Mancini.
- 7ª puntata: Raoul Bova, Valeria Marini, Martina Colombari, Carlo Rossella, Ivana Trump, Demo Morselli.
- 8ª puntata: Giulio Scarpati, Walter Zenga, Luca Laurenti, Elena Sofia Ricci, Enrico Mentana, Claudio Bisio.
- 9ª puntata: Antonio Conte, Nancy Brilli, Nathaly Caldonazzo, Fiona May, Paolo Calissano, Kristian Ghedina.
- 10ª puntata: Paola Barale, Paolo Cirino Pomicino, Al Bano, Gabriel Garko, Emiliano Mondonico.

### Settima edizione (2002)
La settima edizione è andata in onda su Canale 5 dal 15 marzo al 24 maggio 2002, per undici puntate. Conduttori: Teo Teocoli, Massimo Boldi e Michelle Hunziker. Il programma ha avuto, per questa edizione, anche il merito di ricomporre una delle coppie storiche della comicità italiana: Teo Teocoli, alla quinta conduzione del programma, e Massimo Boldi, affiancati da Michelle Hunziker, rivelazione televisiva al suo debutto nella prima serata di Canale 5. Tra gli scherzi indimenticabili quello realizzato ai danni di Cesare Cremonini, Claudio Amendola, Elisabetta Canalis, Alba Parietti, Vincenzo Salemme e Giovanni Rana. Di seguito le vittime che si sono succedute nel corso di questa edizione:
- 1ª puntata: Lorenzo Ciompi, Max Biaggi, Cesare Cremonini, Flavio Briatore, Giovanni Trapattoni, Elisabetta Canalis
- 2ª puntata: Manuela Arcuri, Claudio Amendola, Luisa Corna, Giovanni Rana, Alba Parietti e uno dei conduttori ossia Massimo Boldi.
- 3ª puntata: Carlton Myers, Michele Cucuzza, accompagnato da Katia Noventa, sua compagna all'epoca, Irene Grandi, Benedetta Corbi, Maria Teresa Ruta e Flavia Vento.
- 4ª puntata: Gaia De Laurentiis, Pino Insegno, Nina Morić, Natalia Estrada, Lamberto Sposini e Francesco Storace (non presente in studio).
- 5ª puntata: Rita Pavone, Vincenzo Salemme, Enrico Brignano, Gian Piero Galeazzi e Tosca D'Aquino.
- 6ª puntata: Mohammed Kallon, Simona Ventura, Giacomo Crosa, Mascia Ferri, Fausto Leali.
- 7ª puntata: Daniele Bossari, Eliana Miglio, Amanda Lear, Gigi Sabani, Daniele Massaro come testimonial dello scherzo fatto a Arrigo Sacchi (non presente in studio) e nuovamente ospite Elisabetta Canalis.
- 8ª puntata: Eva Grimaldi, Francesca Rettondini, Miriana Trevisan, Marco Melandri, Cesare Cremonini (nuovamente ospite) e Afef (non presente in studio). Questa è la puntata dell'incidente a Massimo Boldi che comunque rientrerà con la spalla ingessata negli ultimi minuti della trasmissione per rassicurare il pubblico.
- 9ª puntata: Alberto Castagna, Anna Valle, Emilio Fede, Filippo Inzaghi come testimonial dello scherzo fatto ad Aldo Biscardi, Jury Chechi, Lorenzo Ciompi (nuovamente ospite).
- 10ª puntata: Pietro Taricone, Stefania Orlando, Maddalena Corvaglia, Gigi D'Alessio (non presente in studio) come testimonial dello scherzo fatto ha Rita Forte, Alessandro Preziosi, Maria Teresa Ruta (nuovamente ospite).
- 11ª puntata: Tullio Solenghi, Roberta Lanfranchi (non presente in studio) come testimonial dello scherzo fatto a Ilary Blasi, Claudia Koll, Isolde Kostner, Max Gazzè (non presente in studio) come testimonial dello scherzo fatto ha i Gazosa, Vincenzo Salemme (nuovamente ospite).

Questa edizione è famosa anche per un incidente avvenuto a Massimo Boldi nelle registrazioni dell'ottava puntata, il 3 maggio 2002. Durante una scenetta col compagno Teocoli, entrambi scivolarono sul pavimento, bagnato a causa di un precedente scherzo in studio a Miriana Trevisan, e Boldi si ruppe la spalla cadendo. Dopo un breve periodo di riabilitazione ritornò alla conduzione del programma e, nell'episodio della settimana successiva, ironicamente, Boldi e Teocoli rifecero la stessa scenetta, portandola a termine.

### Ottava edizione (2003)
L'ottava edizione è andata in onda su Canale 5 dal 26 settembre al 19 dicembre 2003, per dodici puntate più uno speciale intitolato Scherzi a parte Story. Conduttori: Teo Teocoli, Anna Maria Barbera e Manuela Arcuri con la partecipazione di Marco Milano. Teo Teocoli per la sesta volta padrone di casa di Scherzi a parte, affiancato da Manuela Arcuri e, direttamente da Zelig, dalla rivelazione televisiva della stagione Sconsolata / Anna Maria Barbera, ha condotto l'ottava edizione della trasmissione.
Tra i protagonisti degli scherzi, l'allora fidanzato della Arcuri Francesco Coco, le conduttrici del programma, Anna Maria Barbera e Manuela Arcuri (già vittima della settima edizione), Orietta Berti, Maria Grazia Cucinotta, Valeria Mazza, Giobbe Covatta e Barbara D'Urso. Le vittime di questa edizione sono:
- 1ª puntata: Gennaro Gattuso, Maria Grazia Cucinotta, Michelle Hunziker, Orietta Berti, Vittorio Feltri (non presente in studio) che come testimonial ha Paolo Liguori e Ignazio La Russa.
- 2ª puntata: Francesca Senette, Iva Zanicchi, Cristina Parodi, Alberto Tomba, Francesco Coco e Alfonso Pecoraro Scanio.
- 3ª puntata: la vincitrice del Grande Fratello 3 Floriana Secondi, Laura Freddi, Samantha De Grenet, Beppe Signori, Serse Cosmi, Luisa Corna e la stessa conduttrice Anna Maria Barbera.
- 4ª puntata: Martina Stella (non presente in studio) che come testimonial ha Ricky Tognazzi, Anna Brosio, Randi Ingerman, Cristian Brocchi, Nino D'Angelo e ospite Vittorio Feltri
- 5ª puntata: Antonella Clerici, Licia Colò, Ombretta Colli, Mario Cipollini, Andrea Giuliacci, e Rubens Barrichello.
- 6ª puntata: Barbara d'Urso, Elena Guarnieri, Paola Barale, Enrico Bertolino, Cesara Buonamici, Rosa Russo Iervolino (non presente in studio) e Gilberto Simoni.
- 7ª puntata: Maria De Filippi, Luca Barbareschi, Sebastiano Somma, Anna Valle, Adriana Volpe e Rocco Siffredi (non presente di studio).
- 8ª puntata: Maurizio Mosca, Pupo, Corrado Tedeschi, Maria Amelia Monti, Giuliana De Sio, Alessandra Canale, Roberto Mancini (non presente in studio) e Joaquín Cortés (non presente in studio) il cui testimonial è Marco Balestri.
- 9ª puntata: Vittoria Belvedere, Loris Capirossi, Paolo Brosio, Massimo Caputi, Luciano Moggi, Claudio Bisio e la stessa conduttrice Manuela Arcuri
- 10ª puntata: Valeria Mazza, Giobbe Covatta, il concorrente del Grande Fratello 3 Fedro Francioni, Mariano Apicella, Michele Cucuzza e nuovamente ospite Orietta Berti
- 11ª puntata: Irene Pivetti, Giancarlo Fisichella, i concorrenti del Grande Fratello 3 Pasquale Laricchia con l'allora compagna Victoria Pennington, Stefania Sandrelli (non presente in studio) la cui testimonial è Silvana Giacobini, Diego Armando Maradona (non presente in studio) e Gianluca Zambrotta (non presente in studio)
- 12ª puntata: Valeria Marini, Dario Vergassola, Federica Panicucci, Jarno Trulli, Sara Ricci, Marcus Schenkenberg (non presente in studio) il cui testimonial è Evaristo Beccalossi, Gabriele Albertini (non presente in studio).

#### Faccia a Faccia
Nell'edizione 2003 è stata creata una finta trasmissione dal titolo, Faccia a Faccia, nella quale erano ospitati personaggi dello spettacolo, della politica o del cinema, uno per ogni puntata, ai quali viene fatto credere di essere sottoposti ad un'intervista, con la complicità di Silvana Giacobini; tra le vittime Giuliana De Sio, Ricky Tognazzi, Stefania Sandrelli, Gabriele Albertini, Iva Zanicchi e Michelle Hunziker.

### Nona edizione (2005)
Venne mandata in onda su Canale 5 dal 30 gennaio al 17 aprile 2005, per undici puntate. Conduttori: Alessia Marcuzzi, Diego Abatantuono e Massimo Boldi.
Da questa edizione viene tolto il Boccalone d'oro e la novità di questa edizione è la casa degli scherzi dove vengono coinvolti gli ospiti in studio.
Le vittime di questa edizione sono
- 1ª puntata: Stefano Bettarini, Elisabetta Canalis, Kledi Kadiu, Linus, Mal, Kevin Costner (non presente in studio).
- 2ª puntata: Ettore Bassi, Rossella Brescia, Emilio Fede, Massimo Oddo, Raf, Dustin Hoffman.
- 3ª puntata: Roberto Formigoni, Megan Gale, DJ Ringo, Maria Teresa Ruta, Carlo Verdone, Filippo Penati, Christian Vieri (non presente in studio).
- 4ª puntata: Albano Carrisi, Juan Pablo Montoya (non presente in studio), Carmen Di Pietro, Claudio Brachino, Costantino Vitagliano e Sean Kanan (non presente in studio).
- 5ª puntata: Nancy Brilli, Wilma De Angelis, Alessia Fabiani, Jonathan Kashanian, Selen e Paolo Limiti.
- 6ª puntata: Luca Argentero, Barbara De Rossi, Fichi d'India, Ornella Muti, Elisa Triani, Fabrizio Trecca.
- 7ª puntata: Jane Alexander, Claudia Gerini, Aldo Montano, Francesco Renga, Sergio Volpini, Raoul Casadei.
- 8ª puntata: Daniel Ducruet, Amanda Lear, Marco Maccarini, Ambra Orfei, Alessandro Preziosi, Massimo Giletti e Alda D'Eusanio.
- 9ª puntata: Barbara D'Urso, Emanuela Folliero, Laura Freddi, Francesco Graziani, Daniele Interrante, Katherine Kelly Lang, Walter Nudo.
- 10ª puntata: Paola Barale, Ilary Blasi (non presente in studio), Daniele Bossari, Cesare Cremonini, Federica Fontana, Alberto Gilardino (non presente in studio), Natasha Stefanenko, Aída Yéspica.
- 11ª puntata: Roberto Farnesi, Massimo Lopez, Alessia Marcuzzi, Ascanio Pacelli e Katia Pedrotti, Marcus Schenkenberg, Alena Šeredová, Pietro Calabrese.

#### Il Castello
Per l'edizione 2005 è stato creato un finto reality show, con il nome, Il Castello, creato appositamente per "colpire", ad uno ad uno, tutti i concorrenti partecipanti. Le "vittime" sono: DJ Ringo, Peppe Quintale, Cristina Plevani, Ambra Orfei, Mal, Wilma De Angelis, Flavia Vento, Dan Peterson, Mirka Viola, Sergio Volpini, Eleonora Benfatto e Filippo Romeo.

### Decima edizione (2007)
L'edizione è andata in onda su Canale 5 dal 19 gennaio al 20 aprile 2007 per tredici puntate con la conduzione di Claudio Amendola, Cristina Chiabotto e Valeria Marini e con la partecipazione del duo di Zelig Katia e Valeria e Alfonso Signorini.
In questa edizione a rotazione uno degli ospiti in studio doveva fare indovinare delle parole sotto prove esilaranti in modo da mettere in difficoltà il prescelto del gioco.
Le vittime di questa edizione sono:
- 1ª puntata: Antonio Cupo, Mario Giordano, l'allora direttore di Studio Aperto, Irene Pivetti, Stefania Sandrelli, Anna Tatangelo, Luca Toni.
- 2ª puntata: Albano Carrisi, Manuela Arcuri, Pierluigi Collina, Cristiano Lucarelli, Paola Perego, Monica Vanali.
- 3ª puntata: Paolo Brosio, Roberta Capua, Giada De Blanck, Emanuele Filiberto di Savoia, Daniela Santanchè, Ainett Stephens.
- 4ª puntata: Giuliana De Sio, Roberto Farnesi, Federica Panicucci, Pupo, Katia Ricciarelli.
- 5ª puntata: Anna Falchi, Luca Bizzarri e Paolo Kessisoglu, Álvaro Recoba, Flavia Vento, Valeria Marini, Alessia Marcuzzi
- 6ª puntata: Antonio Di Pietro, Dolcenera, Marco Marzocca, Alessandra Mussolini, Ornella Muti, Victoria Silvstedt.
- 7ª puntata: Nancy Brilli, Sabrina Ferilli, Claudia Gerini, Vladimir Luxuria, Enrico Papi, Stefania Prestigiacomo, Mara Venier.
- 8ª puntata: Victoria Cabello, Ilaria D'Amico, Gianluca Grignani, Vanessa Incontrada, Marco Materazzi, Gabriella Pession.
- 9ª puntata: Alessandro Gassmann, Remo Girone, Loredana Lecciso, Marco Pannella, Pamela Prati, Giorgio Rocca, Emilio Solfrizzi.
- 10ª puntata: Tosca D'Aquino, Emilio Fede, Walter Nudo, Martina Stella, Elisa Triani, Dario Vergassola.
- 11ª puntata: Marco Columbro, Emanuela Folliero, Massimo Oddo, Cristina Parodi, Eleonora Pedron, Andrea Pirlo e Cesare Cremonini.
- 12ª puntata: Mariano Apicella, Asia Argento, Luca Barbareschi, Annamaria Bernardini de Pace, Orietta Berti, Paola & Chiara, Mickey Rourke.
- 13ª e ultima puntata: Francesco Coco, Alberto Gilardino, Massimo Oddo, Filippo Inzaghi, Giovanni Trapattoni, Gianluca Zambrotta (In questa puntata sono stati riproposti tutti gli scherzi che hanno visto come vittime i calciatori della nazionale campione del mondo).

### Undicesima edizione (2009)
L'undicesima edizione è andata in onda su Canale 5, dal 29 gennaio al 19 marzo 2009, per otto puntate di giovedì, con la conduzione di Claudio Amendola, Teo Mammucari e Belén Rodríguez incluso lo speciale Scherzi a parte - No Scherzi, no party, trasmesso per due sabati consecutivi il 16 e 23 maggio in prima serata e poi replicato domenica 27 dicembre alle 21:30 (sempre in prima serata).
| Puntata | Messa in onda    | Ascolti        | Ascolti | Ospiti e vittime |
| Puntata | Messa in onda    | Telespettatori | Share   | Ospiti e vittime |
| ------- | ---------------- | -------------- | ------- | --- |
| 1       | 29 gennaio 2009  | 6 937 000      | 28,16%  | Gérard Depardieu, Gigi D'Alessio, Daniele Capezzone, Mario Giuliacci, Alessia Marcuzzi, Cristina Chiabotto, Clemente Russo |
| 2       | 5 febbraio 2009  | 6 661 000      | 26,91%  | Claudio Amendola, Paola Barale, Christian Panucci, Massimo Ceccherini, Gianfranco Vissani, Claudio Brachino, Don Johnson   |
| 3       | 12 febbraio 2009 | 6 934 000      | 27,69%  | Andrew Howe, Barbara D'Urso, Marco Simoncelli, Vittoria Belvedere, Amauri, Joaquín Cortés, Fabio Quagliarella              |
| 4       | 19 febbraio 2009 | 4 064 000      | 15,64%  | Martina Colombari, Giorgio Chiellini, Paolo Brosio, Paolo Bettini, Mara Carfagna, Martina Stella                           |
| 5       | 26 febbraio 2009 | 5 466 000      | 22,47%  | Ciccio Graziani, Giobbe Covatta, Cesare Paciotti, Melita Toniolo, Ramona Badescu, Giorgia                                  |
| 6       | 5 marzo 2009     | 5 766 000      | 24,26%  | Emilio Fede, Gioele Dix, Mietta, Laura Chiatti, Carlo Ancelotti, Dejan Stanković, Mario Borghezio                          |
| 7       | 12 marzo 2009    | 5 713 000      | 24,02%  | Kaspar Capparoni, Laura Torrisi, Ezequiel Lavezzi, Adrian Mutu, Valentina Vezzali, Michele Cucuzza                         |
| 8       | 19 marzo 2009    | 4 706 000      | 22,14%  | Clemente Mimun, Edwige Fenech, Toto Cutugno, Giuseppe Fiorello, Diego Abatantuono, Michela Vittoria Brambilla              |
| Media   | Media            | 5 781 000      | 23,91%  | |

### Dodicesima edizione (2012)
La dodicesima edizione del programma è andata in onda su Canale 5 dal 2 aprile al 21 maggio 2012, per otto puntate di lunedì, con la conduzione di Luca e Paolo. Il programma è andato in onda dallo studio 20 del Centro di produzione Mediaset di Cologno Monzese. In questa edizione è stata introdotta una candid camera chiamata, Sexy a parte, dove le "vittime" erano personaggi comuni.
| Puntata | Messa in onda  | Ascolti        | Ascolti | Ospiti e vittime |
| Puntata | Messa in onda  | Telespettatori | Share   | Ospiti e vittime |
| ------- | -------------- | -------------- | ------- | --- |
| 1       | 2 aprile 2012  | 4 946 000      | 20,82%  | Rupert Everett, Max Biaggi, Gianni Morandi, Giorgia Meloni, Alfonso Signorini, Serena Autieri, Sergio Assisi, Iva Zanicchi, Giusy Ferreri                                    |
| 2       | 9 aprile 2012  | 4 114 000      | 18,41%  | Enrico Ruggeri, Roberto Castelli, L'Aura, Ale e Franz, Platinette, Arturo Brachetti, Mariano Apicella, Juliana Moreira, Claudio Amendola, Fabrizio Corona, Vincenzo Iaquinta |
| 3       | 16 aprile 2012 | 4 649 000      | 19,94%  | Arisa, Barbara D'Urso, Geppi Cucciari, Massimo Boldi, Maurizio Gasparri, Julio Cesar, Roberto Farnesi                                                                        |
| 4       | 23 aprile 2012 | 4 611 000      | 20,46%  | Manuela Arcuri, Enrico Brignano, Francesco Renga, Raz Degan, Paola Barale, Povia, Ilary Blasi, Andrea Dovizioso                                                              |
| 5       | 30 aprile 2012 | 4 062 000      | 17,69%  | Belén Rodríguez, Marco Carta, Raffaella Fico, Alessandro Cecchi Paone, Luciano Moggi, Maddalena Corvaglia, Giulio Base, Cristiano Malgioglio, Jorge Lorenzo, Ronn Moss       |
| 6       | 7 maggio 2012  | 3 849 000      | 16,88%  | Asia Argento, Clarence Seedorf, Fabio Concato, Guido Meda, Marco Materazzi, Rossella Brescia, Raul Cremona, Emanuela Folliero, Fabio Volo                                    |
| 7       | 14 maggio 2012 | 3 554 000      | 14,77%  | Nina Zilli, Francesco Facchinetti, Mago Forest, Lucrezia Lante della Rovere, Elenoire Casalegno, Enrico Letta                                                                |
| 8       | 21 maggio 2012 | 3 904 000      | 18,35%  | Maria De Filippi, Alessia Filippi, Lory Del Santo, Paola Perego, Noemi, Massimo Ciavarro, Arturo Brachetti, Tania Cagnotto                                                   |
| Media   | Media          | 4 214 000      | 18,44%  | |

### Tredicesima edizione (2015)
La tredicesima edizione è andata in onda su Canale 5 il 12 e 19 gennaio 2015 per due puntate di lunedì, con la conduzione in solitaria di Paolo Bonolis. In questa edizione gli scherzi sono affidati allo staff e gli autori de Le iene. Per la prima volta viene mostrata in trasmissione anche l'organizzazione e la realizzazione degli scherzi e viene organizzato un controscherzo. Sempre in questa edizione, viene realizzato uno scherzo mentre si registra la trasmissione in studio. Nel corso di questa prima puntata, protagonista di questo tipo di scherzo è stato Antonio Razzi: venne portato in un quartiere di Milano vestito come Elvis Presley aspettando che accadesse qualcosa. Nella seconda e conclusiva puntata la "vittima" fu Francesca Cipriani. La voce fuori campo degli scherzi è stata affidata a Pino Insegno. Il programma venne registrato nel dicembre 2014 presso lo studio 8 degli Studios di via Tiburtina in Roma.
| Puntata | Messa in onda   | Ascolti        | Ascolti | Ospiti e vittime                                                    |
| Puntata | Messa in onda   | Telespettatori | Share   | Ospiti e vittime                                                    |
| ------- | --------------- | -------------- | ------- | ------------------------------------------------------------------- |
| 1       | 12 gennaio 2015 | 6 478 000      | 26,97%  | Amadeus, Antonio Razzi, Paolo Brosio, Alba Parietti, David Parenzo  |
| 2       | 19 gennaio 2015 | 5 835 000      | 24,54%  | Pupo, Nina Morić, Francesca Cipriani, Paolo Ruffini, Bruno Barbieri |
| Media   | Media           | 6 156 000      | 25,76%  |                                                                     |

### Quattordicesima edizione (2018)
La quattordicesima edizione è andata in onda dal 9 al 30 novembre 2018 di venerdì per quattro puntate su Canale 5 con la conduzione per la seconda volta consecutiva di Paolo Bonolis dallo studio 5 degli Studios. L'impostazione del programma è immutata rispetto all'edizione precedente, però priva dell'apporto del team de Le iene nella realizzazione degli scherzi. La voce narrante fuori campo è di Michele Kalamera. Viene trasmesso in concorrenza con Tale e quale show su Rai 1. Gli ascolti rispetto all'edizione precedente si sono dimezzati. Le vittime degli scherzi sono state Lorella Cuccarini, Enrico Brignano, Matteo Renzi, Amanda Lear, Adriano Pappalardo, Aurora Ramazzotti, Cristiano Malgioglio, Ciro Immobile, Bruno Vespa, Andrea Iannone e Barbara D'Urso.
| Puntata | Messa in onda    | Ascolti        | Ascolti | Ospiti e vittime                                                                    |
| Puntata | Messa in onda    | Telespettatori | Share   | Ospiti e vittime                                                                    |
| ------- | ---------------- | -------------- | ------- | ----------------------------------------------------------------------------------- |
| 1       | 9 novembre 2018  | 3 784 000      | 20,31%  | Barbara D'Urso, Adriano Pappalardo, Aurora Ramazzotti, Ciro Immobile, Amanda Lear   |
| 2       | 16 novembre 2018 | 3 061 000      | 16,06%  | Jonathan Kashanian, Paola Perego, Bruno Vespa, Cristiano Malgioglio, Nino Formicola |
| 3       | 23 novembre 2018 | 3 028 000      | 15,27%  | Enrico Brignano, Lorella Cuccarini, Enzo Paolo Turchi, Ignazio La Russa, Malena     |
| 4       | 30 novembre 2018 | 2 973 000      | 15,20%  | Matteo Renzi, Andrea Iannone, Giuseppe Cruciani, Andrea Pucci                       |
| Media   | Media            | 3 211 000      | 16,71%  |                                                                                     |

### Quindicesima edizione (2021)
La quindicesima edizione è stata condotta da Enrico Papi ed è andata in onda ogni domenica in prima serata su Canale 5 dal 12 settembre al 17 ottobre 2021 per sei puntate seguite da una puntata speciale, andata in onda il 24 ottobre, con il meglio dell'edizione. Le registrazioni si sono svolte presso lo studio 11 del Centro di produzione Mediaset di Cologno Monzese. In questa edizione, il programma è tornato al format originale con gli ospiti tutti insieme in studio che vengono coinvolti in prove e giochi da parte del conduttore che viene affiancato da un'aiutante (diversa per ogni puntata). La sigla torna quella storica ma riarrangiata in versione più moderna. Inoltre, similmente alla tredicesima edizione, durante la registrazione della puntata avviene lo Scherzo in diretta, nel quale un VIP viene preso di mira con uno scherzo che si svolge nell'arco di tutta la puntata (con la complicità degli ospiti di quella puntata, a loro volta vittime degli scherzi a loro rivolti) e che termina col raggiungimento dello studio da parte del VIP in questione a fine puntata, mentre l'aiutante del conduttore realizza uno scherzo a danni di persone comuni. La voce del narratore che introduce gli scherzi è quella dello stesso Papi. Nel 2022 sono andate in onda sulla stessa rete le repliche dell'edizione dal 9 giugno al 14 luglio.
| Puntata                     | Messa in onda     | Ascolti        | Ascolti | Ospiti e vittime | Vittima dello scherzo in diretta | Aiutante per gli scherzi                                  |
| Puntata                     | Messa in onda     | Telespettatori | Share   | Ospiti e vittime | Vittima dello scherzo in diretta | Aiutante per gli scherzi                                  |
| --------------------------- | ----------------- | -------------- | ------- | --- | -------------------------------- | --------------------------------------------------------- |
| 1                           | 12 settembre 2021 | 3 506 000      | 21,29%  | Antonella Elia, Andrea Roncato, Manuela Arcuri, Gianfranco Vissani, Giancarlo Fisichella                                         | Orietta Berti                    | Carolina Stramare                                         |
| 2                           | 19 settembre 2021 | 2 879 000      | 15,21%  | Al Bano, Federica Panicucci, Mario Giordano, Vladimir Luxuria, Pierpaolo Pretelli, Andrea Giuliacci                              | Giulia Salemi                    | Antonella Fiordelisi                                      |
| 3                           | 26 settembre 2021 | 3 043 000      | 17,28%  | Massimo Giletti, Elenoire Casalegno, Rocco Siffredi, Giorgio Mastrota, Elettra Lamborghini, Giorgia Rossi, Fulvio Collovati      | Ciccio Graziani                  | Estefanía Bernal                                          |
| 4                           | 3 ottobre 2021    | 2 914 000      | 14,43%  | Nicola Porro, Paola Di Benedetto, Antonio Zequila, Clemente Russo, Scintilla, Andrea Giuliacci                                   | Maurizio Battista                | Elisabetta Gregoraci                                      |
| 5                           | 10 ottobre 2021   | 2 932 000      | 15,20%  | Federica Pellegrini, Memo Remigi, Eleonora Giorgi, Red Canzian, Paolo Ciavarro, Zoe Cristofoli, Mario Ermito, Gianluigi Nuzzi    | Dayane Mello                     | Antonella Elia                                            |
| 6                           | 17 ottobre 2021   | 2 664 000      | 14,60%  | Valeria Marini, Martina Stella, Michele Cucuzza, Filippo Magnini, Elettra Lamborghini, Elisabetta Gregoraci, Romina Pierdomenico | Cristiano Malgioglio             | Estefanía Bernal, Antonella Fiordelisi, Carolina Stramare |
| Media                       | Media             | 2 990 000      | 16,34%  | |                                  |                                                           |
| La Notte di Scherzi a parte | 24 ottobre 2021   | 1 706 000      | 9,20%   | Il meglio dell'edizione | Il meglio dell'edizione          | Il meglio dell'edizione                                   |

### Sedicesima edizione (2022)
La sedicesima edizione è stata condotta per il secondo anno consecutivo da Enrico Papi ed è andata in onda ogni domenica in prima serata su Canale 5 dal 18 settembre al 16 ottobre 2022 per cinque puntate (inizialmente ne erano previste sei, ma l'edizione è stata accorciata per ragioni economiche) seguite da una puntata speciale, andata in onda il 23 ottobre, con il meglio dell'edizione. Le registrazioni si sono svolte presso lo studio 20 del Centro di produzione Mediaset di Cologno Monzese. La sigla è rimasta identica alla scorsa edizione, mentre per gli Highlights è stata usata come canzone About Damn Time di Lizzo. Anche il format prevede nuovamente tutti gli ospiti e le vittime in studio, soggetti a scherzi da parte del conduttore e lo scherzo in diretta che termina con l'entrata in studio della vittima. A differenza della scorsa edizione, però, non vi è stato più l'aiutante per gli scherzi.
| Puntata                     | Messa in onda     | Ascolti        | Ascolti | Ospiti e vittime | Vittima dello scherzo in diretta |
| Puntata                     | Messa in onda     | Telespettatori | Share   | Ospiti e vittime | Vittima dello scherzo in diretta |
| --------------------------- | ----------------- | -------------- | ------- | --- | -------------------------------- |
| 1                           | 18 settembre 2022 | 2 048 000      | 17,14%  | Iva Zanicchi, Paola Barale, Amaurys Pérez, Aldo Montano, Anna Tatangelo, Federico Fashion Style, Manuel Bortuzzo      | Katia Ricciarelli                |
| 2                           | 25 settembre 2022 | 1 684 000      | 11,20%  | Enzo Miccio, Ricky Tognazzi e Simona Izzo, Lory del Santo, Marcell Jacobs e Nicole Daza, Jo Squillo                   | Diletta Leotta                   |
| 3                           | 2 ottobre 2022    | 2 138 000      | 13,00%  | Carmen Russo ed Enzo Paolo Turchi, Roberto Giacobbo, Veronica Gentili, Nicolas Vaporidis, Adriana Volpe, Walter Zenga | –                                |
| 4                           | 9 ottobre 2022    | 1 645 000      | 10,50%  | Donatella Rettore, Ciro Ferrara, Platinette, Simona Branchetti, Marco Melandri, Flavia Vento                          | Sabrina Salerno                  |
| 5                           | 16 ottobre 2022   | 1 820 000      | 11,40%  | Drusilla Gucci, Elisabetta Gregoraci, Deborah Compagnoni, Giucas Casella                                              | Barbara D'Urso                   |
| Media                       | Media             | 1 867 000      | 12,65%  | |                                  |
| La Notte di Scherzi a parte | 23 ottobre 2022   | 1 234 000      | 8,60%   | Il meglio dell'edizione                                                                                               | Il meglio dell'edizione          |

## Spin-off e puntate speciali

### I Magnifici di Scherzi a Parte
Dal 13 maggio al 9 giugno 1994, al termine della terza edizione, sono stati proposti degli speciali condotti da Teo Teocoli, Massimo Boldi e Pamela Prati dove vengono proposti gli scherzi più belli delle prime tre stagioni del programma.

### Scherzi a parte Top 10
Il 6 ottobre 1995, prima della partenza della nuova edizione, è andata in onda una puntata speciale dal titolo Scherzi a Parte Top 10 nella quale sono stati riproposti i 10 migliori scherzi delle passate edizioni. La trasmissione è stata condotta da Teo Teocoli, Gene Gnocchi e Pamela Prati con la partecipazione straordinaria di Massimo Lopez. Il vincitore della puntata è stato lo scherzo ai danni di Leo Gullotta trasmesso nell'edizione del 1993.

### Scherzi a Parte Show
Il 23 e 24 febbraio del 1996 sono andate in onda due puntate nelle quali il pubblico da casa con il televoto ha potuto votare lo scherzo più bello tra quelli proposti nel corso delle edizioni del programma.

### Scherzi a parte story - 10 anni di scherzi
Nel 2002, dopo la fine della settima edizione, per celebrare i 10 anni della trasmissione è stato realizzato uno speciale intitolato Scherzi a parte story - 10 anni di scherzi composto da 4 puntate, condotto da Massimo Boldi e Michelle Hunziker, dove furono riproposti i migliori scherzi delle prime 10 edizioni del programma.

### Scherzi a parte story
Dal 19 dicembre 2003, al termine dell'ottava edizione, è andato in onda uno speciale chiamato Scherzi a parte story composto da 4 puntate, nella quale sono stati riproposti i migliori scherzi delle edizioni precedenti.

### Scherzi a parte Cult
Nell'estate 2004 è andata in onda una trasmissione estiva chiamata Scherzi a parte Cult, nella quale sono state riproposte le puntate delle edizioni precedenti sia con gli scherzi migliori che con quelli peggiori.

### Le follie di Scherzi a parte
Nel 2007, al termine dell'edizione è andato in onda un appuntamento speciale dal titolo Le follie di Scherzi a parte, nel quale sono stati riproposti gli scherzi migliori dell'edizione appena conclusa.

### Scherzi a parte - No Scherzi, no party
Nel 2009, al termine dell'edizione di quell'anno, il 16 e il 23 maggio è andato in onda in prima serata per due puntate uno speciale intitolato Scherzi a parte - no Scherzi, no party, nel quale sono stati riproposti gli scherzi migliori dell'edizione appena conclusa.

### Scherzi a parte vent'anni
Il 28 aprile 2012, al termine dell'edizione appena conclusa, è stata trasmessa una puntata speciale intitolata Scherzi a parte vent'anni, dedicata al ventennale della trasmissione, con il meglio sia dell'ultima edizione che delle edizioni passate.

### Sei su Scherzi a parte
Il 13 e il 20 aprile 2018 Italia 1 ha proposto due puntate speciali con il titolo Sei su Scherzi a parte per festeggiare i 26 anni del programma raccontando attraverso i migliori scherzi del programma la storia d'Italia dal 1992 al 2015. È stato condotto con la voce narrante di Francesco Pannofino nella prima puntata e di Massimo De Ambrosis nella seconda.

### Scherzi a Parte NIP
Il 17 ottobre 2021, durante l'ultima puntata della normale edizione di Scherzi a parte, è andato in onda uno scherzo avente come protagonisti persone comuni che hanno fatto uno scherzo per "vendicarsi" o fare "dispetti" ad amici o familiari.

### La Notte di Scherzi a parte
La Notte di Scherzi a parte è il titolo usato al termine della quindicesima e della sedicesima edizione, in cui sono stati riproposti gli scherzi migliori dell'edizione appena conclusa.

## Audience
| Edizione | Rete televisiva | Anno | Stagione          | Programmazione | Programmazione | Programmazione | Programmazione | Programmazione | Programmazione | Programmazione | Collocazione | Media auditel  | Media auditel | Premiere       | Premiere | Finale         | Finale |
| Edizione | Rete televisiva | Anno | Stagione          | L              | M              | M              | G              | V              | S              | D              | Collocazione | Telespettatori | Share         | Telespettatori | Share    | Telespettatori | Share  |
| -------- | --------------- | ---- | ----------------- | -------------- | -------------- | -------------- | -------------- | -------------- | -------------- | -------------- | ------------ | -------------- | ------------- | -------------- | -------- | -------------- | ------ |
| 1ª       | Italia 1        | 1992 | inverno-primavera |                |                |                |                |                |                |                | Prima serata | N.D.           | N.D.          | N.D.           | N.D.     | N.D.           | N.D.   |
| 2ª       | Canale 5        | 1993 | inverno-primavera |                |                |                |                |                |                |                | Prima serata | N.D.           | N.D.          | N.D.           | N.D.     | N.D.           | N.D.   |
| 3ª       | Canale 5        | 1994 | inverno-primavera | 8 606 000      | N.D.           | 9 894 000      | N.D.           | 6 886 000      | N.D.           |                | Prima serata |                |               |                |          |                |        |
| 4ª       | Canale 5        | 1995 | autunno-inverno   | N.D.           | N.D.           | 8 181 000      | 33,27%         | 7 174 000      | N.D.           |                | Prima serata |                |               |                |          |                |        |
| 5ª       | Italia 1        | 1997 | autunno           | N.D.           | N.D.           | 4 770 000      | 20,50%         | 4 220 000      | 16,51%         |                | Prima serata |                |               |                |          |                |        |
| 6ª       | Canale 5        | 1999 | autunno           | 8 303 000      | 34,06%         | 7 916 000      | 35,51%         | 8 315 000      | 33,10%         |                | Prima serata |                |               |                |          |                |        |
| 7ª       | Canale 5        | 2002 | inverno-primavera | N.D.           | N.D.           | N.D.           | N.D.           | N.D.           | N.D.           |                | Prima serata |                |               |                |          |                |        |
| 8ª       | Canale 5        | 2003 | autunno           | N.D.           | N.D.           | N.D.           | N.D.           | N.D.           | N.D.           |                | Prima serata |                |               |                |          |                |        |
| 9ª       | Canale 5        | 2005 | inverno-primavera | N.D.           | N.D.           | N.D.           | N.D.           | N.D.           | N.D.           |                | Prima serata |                |               |                |          |                |        |
| 10ª      | Canale 5        | 2007 | inverno-primavera |                |                | 5 146 000      | 22,88%         | 6 277 000      | 27,14%         | 4 261 000      | Prima serata | 20,19%         |               |                |          |                |        |
| 11ª      | Canale 5        | 2009 | inverno           |                |                | 5 781 000      | 23,91%         | 6 937 000      | 28,16%         | 4 706 000      | Prima serata | 22,14%         |               |                |          |                |        |
| 12ª      | Canale 5        | 2012 | primavera         |                |                | 4 214 000      | 18,44%         | 4 946 000      | 20,82%         | 3 904 000      | Prima serata | 18,35%         |               |                |          |                |        |
| 13ª      | Canale 5        | 2015 | inverno           | 6 156 000      | 25,76%         | 6 478 000      | 26,97%         | 5 835 000      | 24,54%         |                | Prima serata |                |               |                |          |                |        |
| 14ª      | Canale 5        | 2018 | autunno           |                |                | 3 211 000      | 16,71%         | 3 784 000      | 20,31%         | 2 973 000      | Prima serata | 15,20%         |               |                |          |                |        |
| 15ª      | Canale 5        | 2021 | estate-autunno    |                |                | 2 990 000      | 16,34%         | 3 506 000      | 21,29%         | 2 664 000      | Prima serata | 14,60%         |               |                |          |                |        |
| 16ª      | Canale 5        | 2022 | estate-autunno    | 1 867 000      | 12,65%         | 2 048 000      | 17,14%         | 1 820 000      | 11,40%         |                | Prima serata |                |               |                |          |                |        |

## Sigle del programma
La sigla storica del programma (usata dal 1995 al 2009) è suonata da Giampiero Boneschi e Claudio Calzolari. Nel 1993 la sigla di coda era Menealo cantata e ballata da Pamela Prati, che interpreta anche la sigla di coda del 1994 dal titolo Que te la pongo. Nell'edizione 2012 la sigla è sempre quella storica ma riarrangiata in versione orchestrale. Nelle edizioni 2015 e 2018 la sigla è il brano Rebel Rebel di David Bowie. Dal 2021 la sigla torna a essere quella storica ma è stata nuovamente riarrangiata.

## Scherzi mai trasmessi
Per trasmettere lo scherzo è necessaria una liberatoria firmata dalla vittima. È stato reso noto che alcune vittime non hanno firmato la liberatoria. Tra questi vi è Adriano Celentano: lo scherzo è riuscito, ma il cantante non ha firmato la liberatoria poiché la microcamera lo ha reso a suo parere deforme. Altre persone che non hanno firmato la liberatoria sono Giancarlo Giannini, che si infuriò e spaccò la telecamera; Sandro Ciotti, in uno scherzo con complice l'amica e conduttrice Maria Teresa Ruta in cui il noto telecronista affrontò alcuni teppistelli che avevano compiuto atti di vandalismo su alcune auto parcheggiate; Claudio Cecchetto, che negò la messa in onda del suo scherzo in cui un presunto carissimo amico di Silvio Berlusconi azzardava pesanti critiche nei suoi confronti; Alessandro Benvenuti, che nello scherzo alloggiava in un albergo quando improvvisamente gli venne chiesto di cambiare camera che risulterà essere tutt'altro che confortevole, Mario Capanna, Mike Bongiorno (quest'ultimo si è visto calare un orso sul tetto della sua auto),  Andrij Shevchenko ed Emma Bonino.

## Scherzi non riusciti
Alcuni scherzi sono stati scoperti prima dalla vittima, come quello a Giancarlo Magalli, a Gerry Scotti, a Paolo Maldini, a Miguel Bosé e a Piero Chiambretti, andato in onda il 14 maggio 2012, mentre quello ad Andrea Occhipinti è stato sospeso per un malore del protagonista. Nel 2018, lo scherzo ad Andrea Pucci è stato modificato in seguito all'intuizione dello scherzo da parte di quest'ultimo.

## I complici VIP
Tanti scherzi hanno visto complici occasionali, ossia non quelli rituali come Pamela Prati nell'edizione 1993 o Alfonso Signorini in quella del 2007. Tra le tante "spalle" famose si ricordano Teo Mammucari negli scherzi a Max Biaggi (il primo scherzo subito) e Marco Columbro nel secondo scherzo che lo vede protagonista, oltre a Valerio Staffelli, protagonista di diversi scherzi, tra i quali quello a Marta Flavi; Patrizia De Blanck, complice dello scherzo ai danni di Asia Argento, Loredana Bertè e nel primo di Mara Venier; Alberto Castagna nel secondo fatto a Wendy Windham, Gianmarco Tognazzi, Alessandro Gassmann, Carmen Russo ed Enzo Paolo Turchi e Giucas Casella; Jo Squillo complice della candid a Oriella Dorella, Ilary Blasi, Roberta Lanfranchi e tanti altri. Nell'edizione del 2015 ogni vittima ha un complice vip, come Giovanna Civitillo, per lo scherzo ai danni di Amadeus; Federica Panicucci e Francesco Oppini per Alba Parietti; Riccardo Trombetta, Giuseppe Cruciani e Ilary Blasi per David Parenzo e Leonardo Fiaschi e Frank Matano per quello fatto a Paolo Brosio. Nell'edizione del 2018 Michelle Hunziker è complice dello scherzo alla figlia Aurora Ramazzotti; Federico Vespa dello scherzo fatto al padre Bruno Vespa; l'attrice Flora Canto dello scherzo al compagno Enrico Brignano e Carmen Russo di quello fatto al marito Enzo Paolo Turchi. Nel 2021, Cristèl Carrisi è complice nello scherzo al padre Al Bano e la giornalista Giorgia Rossi insieme all'ex calciatore Fulvio Collovati sono complici nello scherzo fatto a Ciccio Graziani. Nel 2022 Daniele Battaglia è complice dello scherzo a Diletta Leotta. Inoltre le vittime stesse degli scherzi di una puntata, sono complici nella realizzazione dello scherzo in diretta durante la registrazione della puntata.

## Autori
Gli autori degli scherzi realizzati nell'arco di quindici edizioni del programma (eccetto la tredicesima, nella quale il compito fu affidato al gruppo autoriale de Le Iene), sono principalmente i seguenti: 
- Marco Balestri (1992-2012)
- Salvatore De Pasquale (1992)
- Marco Posani (1992)
- Alessandro Ippolito (1992)
- Davide Parenti (1992)
- Giorgio John Squarcia (1992)
- Christophe Sanchez (1992)
- Alvise Borghi (1992-1993)
- Flavio Andreini (1993-1994, 1999-2007)
- Riccardo Di Stefano (1993-1994, 1999-2007)
- Dario Viola (1993-1995)
- Marcello Lopez (1995-1997)
- Massimo Martelli (1995, 2003-2009)
- Carlo Pistarino (1995)
- Paolo Lizza (1997, 2002)
- Zap Mangusta (1997)
- Mirko Setaro (1997-2002)
- Riccardo Barberi (1999)
- Teo Teocoli (2002-2003)
- Andrea Marchi (2003-2005, 2021)
- Fabrizio Testini (2007-2009)
- Paola Vedani (2007)
- Martino Clericetti (2007)
- Paolo Cananzi (2009)
- Lucio Wilson (2009)
- Charlie Tango (2009, 2021)
- Sergio Rubino (2018)
- Marco Salvati (2018)
- Federico Moccia (2018)
- Fabrizio Montagner (2021)

## Altri media
- Scherzi a parte ha ispirato una storia a fumetti sul n. 1988 di Topolino del 1994, intitolata Paperino & Gastone...scherzi a parte! e ideata da Fabio Michelini e Romano Scarpa.[38]
- Alla trasmissione era ispirata la parodia di Scherzi ad Arte, composta da alcuni sketch interpretati da Fabio De Luigi nella trasmissione Mai dire... negli anni 2000.